# Microperoryctes
Microperoryctes là một chi động vật có vú trong họ Peramelidae, bộ Peramelemorphia. Chi này được Stein miêu tả năm 1932. Loài điển hình của chi này là Microperoryctes murina Stein, 1932.

## Các loài
Chi này gồm các loài: